# Calle Castaños
La calle Castaños es una de las principales vías peatonales del centro de Alicante (España), situada en el barrio del Centro. Se extiende desde la intersección con la avenida de Alfonso el Sabio y se prolonga hasta la plaza de Gabriel Miró, conectando con otras calles relevantes como la calle del Teatro y la calle Gerona.

## Denominación
La calle recibe su nombre en honor al general Francisco Javier Castaños, duque de Bailén, destacado militar español del siglo XIX. Anteriormente conocida como calle Rejas, cambió su denominación en 1852.

## Características
La calle Castaños es una vía peatonal que destaca por su actividad comercial y de ocio. Alberga numerosos bares, restaurantes y locales de copas, siendo un punto de encuentro habitual tanto para residentes como para turistas. Es especialmente conocida por ser uno de los epicentros del "tardeo" alicantino, una costumbre local que consiste en salir de copas por la tarde.
En los últimos años, la calle ha sido objeto de reurbanización, ampliando el corredor peatonal del centro y creando un espacio más accesible y atractivo para el peatón, con nuevo mobiliario y arbolado.
En el número 25 de la calle se encuentra un edificio construido por el arquitecto Antonio Ripoll en 1852, considerado una muestra representativa de la arquitectura alicantina de la época.

## Controversias
El auge del ocio nocturno en la calle Castaños ha generado conflictos con los residentes debido al ruido y la saturación acústica. En 2024, el ayuntamiento de Alicante aprobó inicialmente la creación de una Zona Acústicamente Saturada (ZAS) en la calle, lo que implica restricciones en la concesión de nuevas licencias y limitaciones horarias para los locales existentes.
Esta medida ha sido objeto de debate entre vecinos y empresarios del sector del ocio, quienes argumentan que las restricciones podrían afectar negativamente a la economía local y al empleo.